# 9981 Kudo

9981 Kudo

9981 Kudo eller 1995 BS3 är en asteroid i huvudbältet som upptäcktes den 31 januari 1995 av den japanska astronomen Takao Kobayashi vid Ōizumi-observatoriet. Den är uppkallad efter den japanske amatörastronomen Takahiro Kudo.
Asteroiden har en diameter på ungefär 6 kilometer.